# Mesocixiella korlaensis
Mesocixiella korlaensis är en insektsart som beskrevs av Hong 1984. Mesocixiella korlaensis ingår i släktet Mesocixiella och familjen kilstritar. Inga underarter finns listade i Catalogue of Life.